# Horn (braunschweigisches Adelsgeschlecht)

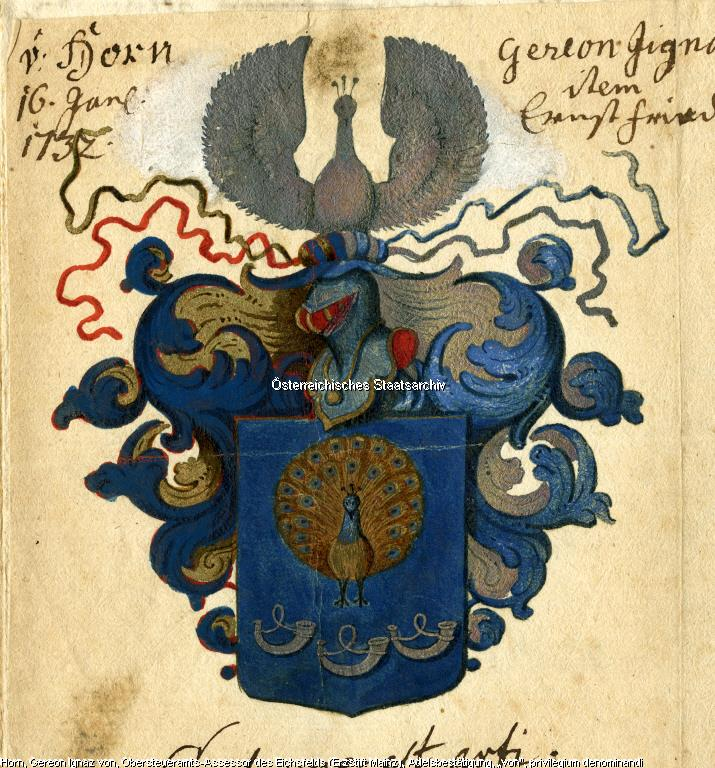
Wappen derer von Horn (1732)

Horn ist der Name eines braunschweigisch-eichsfeldischen Patrizier- und Adelsgeschlechts.
Die Familie ist zu unterscheiden von einer Vielzahl anderer Geschlechter namens Horn (siehe Liste der Adelsgeschlechter namens Horn).

## Geschichte
Das Geschlecht erscheint im Braunschweigischen wohl erstmals mit Curd von Horn, der zu Beginn  des 14. Jahrhunderts lebte. In Braunschweig gehörte die Familie zu den bedeutendsten Patrizierfamilien und besaß mehrere Häuser, unter anderem am Kohlmarkt und in der Sonnenstraße. An der Martinikirche gab es ein Erbbegräbnis. Die Familie stellte mehrere Braunschweiger Bürgermeister, u. a. Adrian von Horn († 1640). Die meisten der Familie waren im Handel aktiv, einige erwarben jedoch auch Manufakturen, wie die Fayencemanufaktur von Horn.
Seitenlinien der Familie siedelten sich u. a. in Duderstadt, Heiligenstadt und Uelzen an. Remmert von Horn († 1611) war Assessor des Stadtgerichts Heiligenstadt. Jobst Adrean von Horn lebte 1655 in Duderstadt. Gereon Ignaz von Horn († 1752), Obersteueramtsassessor des Eichsfelds und kurmainzischer Hofrat in Heiligenstadt, erhielt am 16. Januar 1732 seinen rittermäßigen Adelsstand mit dem Prädikat „von“ bestätigt. 1760/2 erscheint ein Regierungsrat S. F. von Horn in Heiligenstadt.
Vermutlich zählt auch der 1660 auftretende Heinrich von Horn, Doktor beider Rechte und Rat der Äbtissin zu Herford, zur Familie.

## Persönlichkeiten
- Heinrich Christoph von Horn (1662–1723), erster Pächter der fürstlichen Braunschweiger Fayencemanufaktur

## Wappen
- Blasonierung des Stammwappens: In Silber ein blauer Pfau ein grünes Rad schlagend. Auf dem gekrönten Helm mit blau-silbernen Helmdecken der blaue Pfau wachsend mit ausgebreiteten Flügeln.
- Blasonierung des Wappens von 1732: In Blau ein goldener, dem Betrachter zugewandter Pfau ein Rad schlagend, darunter drei (2:1) silberne Jagdhörner mit silbernen Bändern. Auf dem blau-golden-blau-silbern bewulsteten Helm mit rechts blau-goldenen und links blau-silbernen Decken ein silberner, dem Betrachter zugewandter Pfau wachsend mit ausgebreiteten Flügeln.